# Chiheb Ellili
Chiheb Ellili (arabe : شهاب الليلي), né le 1er décembre 1963, est un footballeur tunisien évoluant au poste de défenseur. Il devient ensuite entraîneur.

## Carrière de joueur
- Océano Club de Kerkennah (Tunisie)

## Carrière d'entraîneur
- 2001-2003 : Océano Club de Kerkennah (Tunisie)
- 2003-2004 : El Makarem de Mahdia (Tunisie)
- 2006-2007 : Stade gabésien (Tunisie)
- juillet 2007-mars 2010 : Espoir sportif de Hammam Sousse (Tunisie)
- juillet 2010-juin 2011 : Espérance sportive de Zarzis (Tunisie)
- juillet 2011-juin 2012 : Équipe de Tunisie espoirs
- juillet 2012-avril 2013 : Union sportive monastirienne (Tunisie)
- juillet 2013-juin 2014 : Stade gabésien (Tunisie)
- juillet 2014-mars 2015 : Dubaï Club (Émirats arabes unis)
- mars-août 2015 : Club athlétique bizertin (Tunisie)
- août 2015-septembre 2016 : Club sportif sfaxien (Tunisie ; 25 victoires, quatre nuls et cinq défaites)
- novembre 2016-juillet 2017 : Club africain (Tunisie)
- septembre 2017-juin 2018 : Al-Jazira Amman (Jordanie)
- juin-octobre 2018 : Étoile sportive du Sahel (Tunisie)
- octobre 2018-février 2019 : Club africain (Tunisie)
- janvier-mars 2020 : Al-Faisaly Sport Club (Jordanie)
- juillet 2021-février 2022 : Olympique de Béja (Tunisie)
- février-juillet 2022 : Al Nasr Benghazi (Libye)
- août 2022-janvier 2023 : Al Ahly Benghazi SC (Libye)
- janvier-février 2023 : Entente sportive sétifienne (Algérie)
- juillet-septembre 2023 : Union sportive de Ben Guerdane (Tunisie)
- octobre 2023-février 2024 : Al-Shorta Sports Club (Irak)
- octobre 2024-février 2025 : Avenir sportif de Gabès[1]

## Palmarès
- Coupe de Tunisie (1) : 2017
- Championnat de Tunisie de Ligue II (2) : 2007, 2008
- Coupe de Jordanie (1) : 2018[2]